# Matthiola tricuspidata
Matthiola tricuspidata är en korsblommig växtart som först beskrevs av Carl von Linné, och fick sitt nu gällande namn av William Townsend Aiton. Matthiola tricuspidata ingår i släktet lövkojor, och familjen korsblommiga växter.

## Underarter
Arten delas in i följande underarter:
- M. t. pseudoxyceras
- M. t. tricuspidata

## Bildgalleri

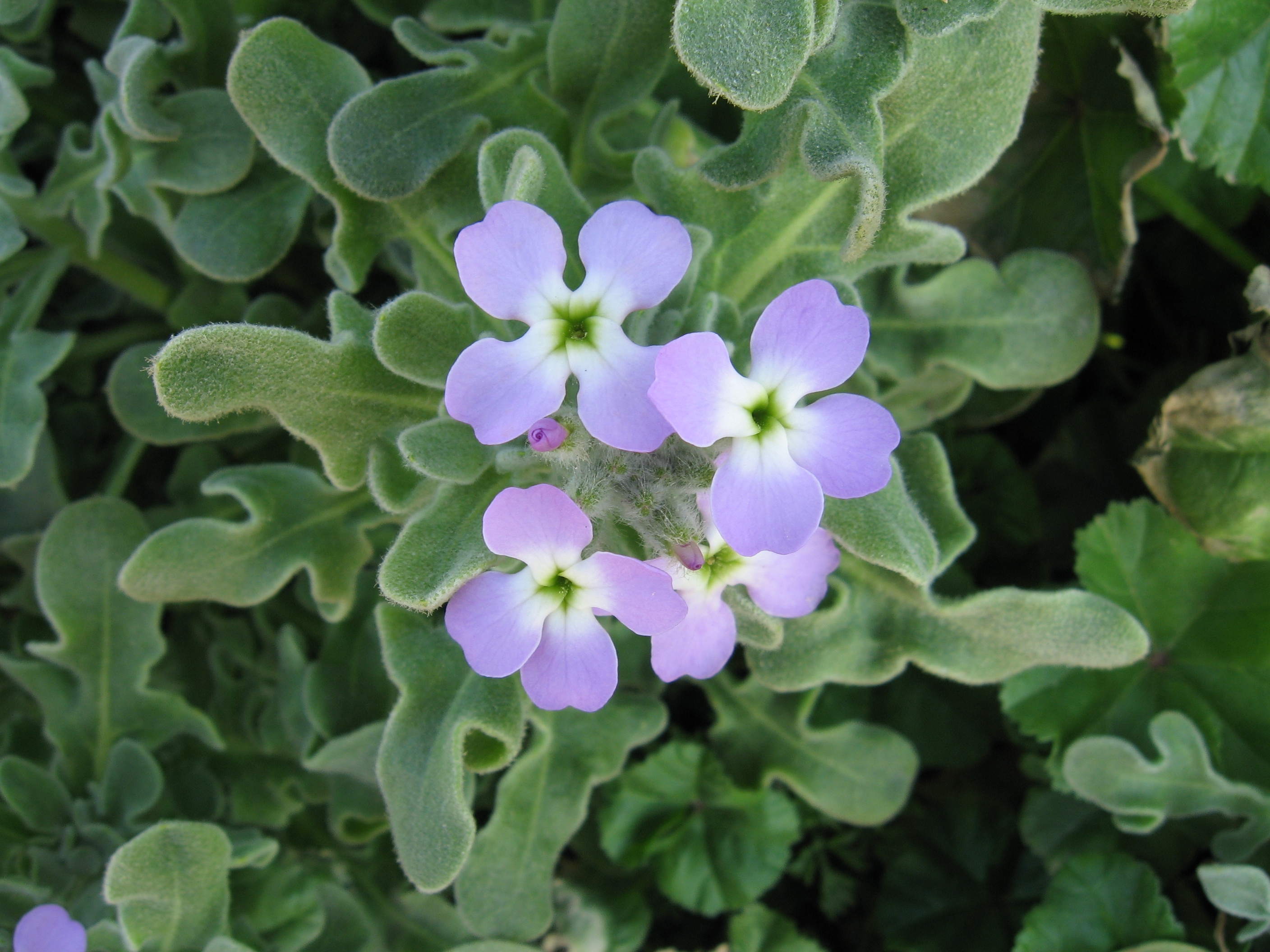
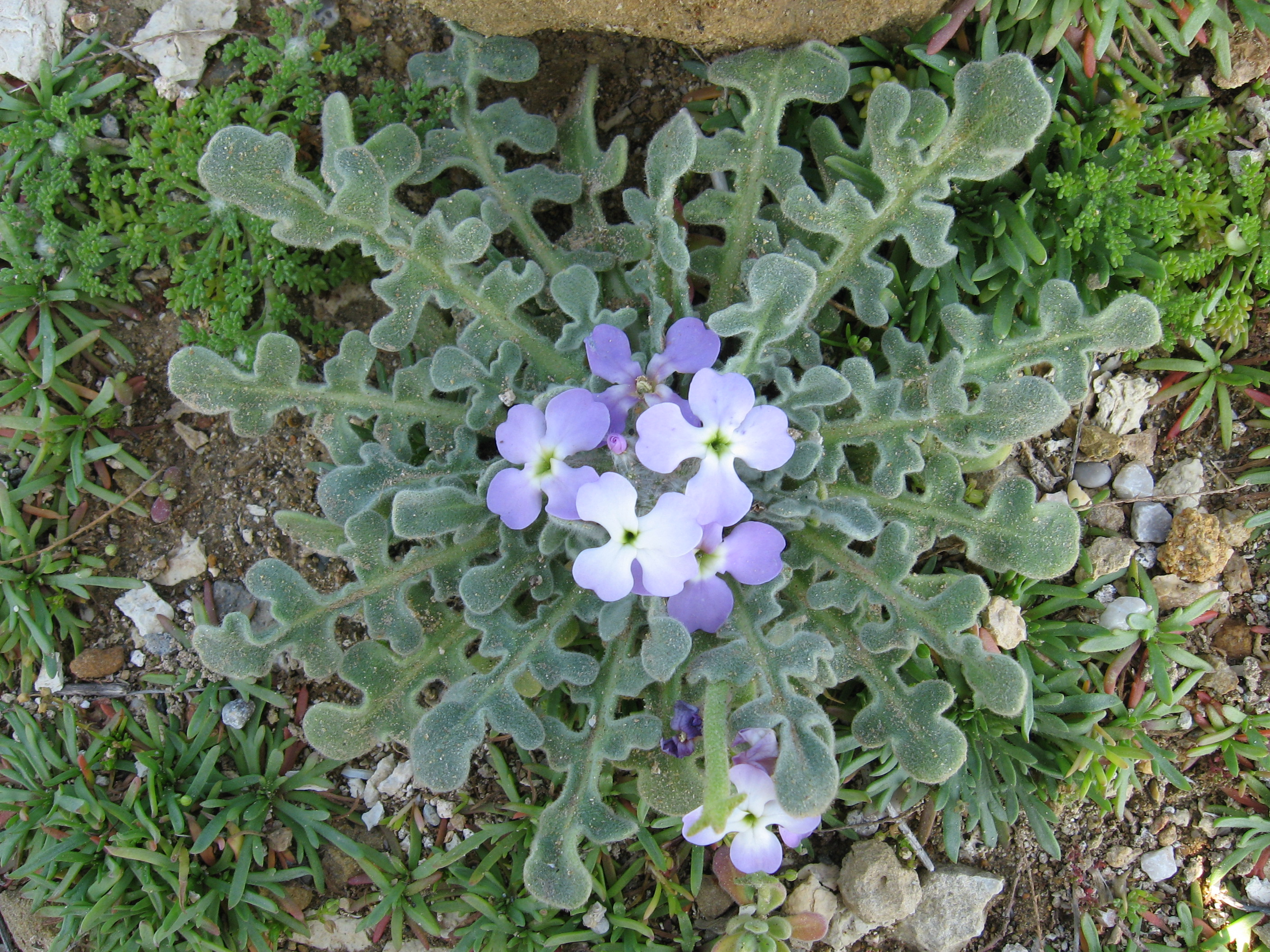
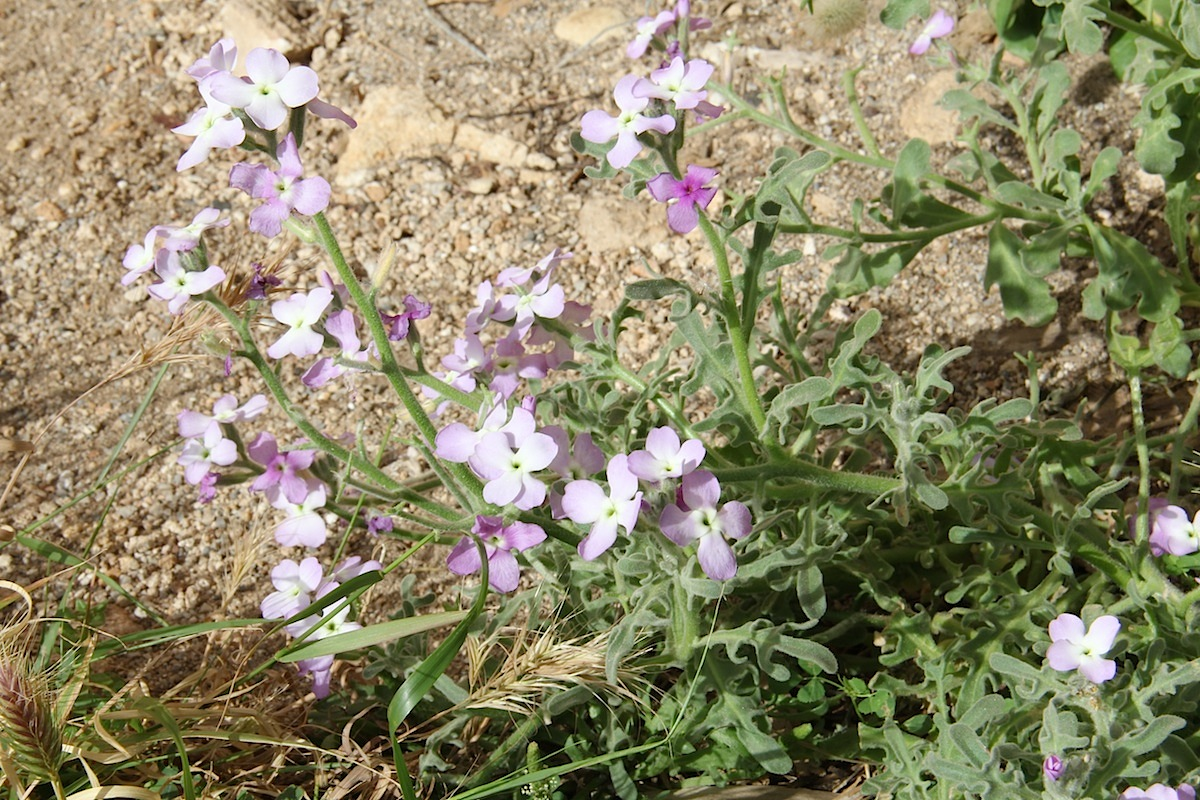
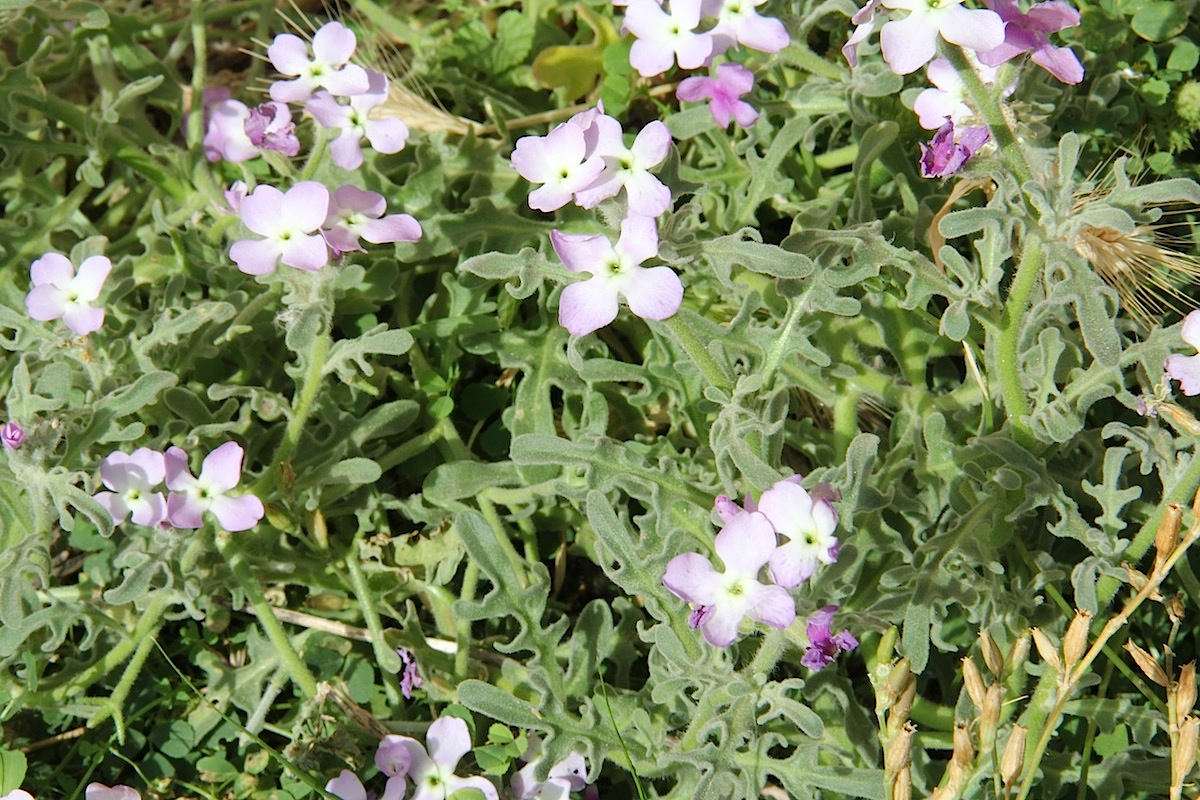